# Maokopia
Maokopia — вимерлий рід Zygomaturinae з пізнього плейстоцену Іріан-Джаї, Нова Гвінея. Він відомий з часткового черепа і був порівняно невеликим видом дипротодонтид, вагою ≈ 100 кг. Мюррей (1992) припустив, що він був найбільш близьким до Hulitherium. Вивчення морфології зубів вказує на харчування твердими папоротями і травами, які все ще ростуть на альпійських луках цієї місцевості (Long et al., 2002).